# Alexandre Cabanel
Alexandre Cabanel (ur. 28 września 1823 w Montpellier, zm. 23 stycznia 1889 w Paryżu) – malarz francuski. Był jednym z głównych przedstawicieli akademickiego eklektyzmu.
Studiował w Paryżu, a potem od roku 1845 w Rzymie. W 1864 został profesorem w École des Beaux-Arts w Paryżu i członkiem Institut de France. Malował obrazy o tematyce religijnej i mitologicznej, sceny rodzajowe i historyczne. Szczególną popularność przyniosły mu portrety znanych osobistości. Obrazy Cabanela kupowali Napoleon III Bonaparte i rząd francuski, był to jeden z najpopularniejszych artystów II Cesarstwa.
Był profesorem École des Beaux-Arts, wśród jego wielu uczniów byli m.in. Jules Bastien-Lepage (1848-1884), Paul Albert Besnard (1849-1934), Vlaho Bukovac (1855-1922), Gaston Bussière (1862-1929), Jean-Joseph Benjamin-Constant (1845-1902), Fernand-Anne Piestre Cormon (1845-1924), Kenyon Cox (1856-1919), Pascal Adolphe Jean Dagnan-Bouveret (1852-1929), Edouard Bernard Debat-Ponsan (1847-1913), Henri-Charles-Etienne Dujardin-Beaumetz (1852-1913), François Flameng (1856-1923), Émile Friant (1863-1932), Henri Gervex (1852-1929), Daniel Ridgway Knight (1839-1924), Henri-Léopold Lévy (1840-1904), Henri-Alexandre-Georges Régnault (1843-1871) i José Júlio de Souza-Pinto (1856-1939).

## Wybrane prace
- L'Ange déchu – (1847)
- La Mort de Moise – (1851),
- Louis XIII et Richelieu – (1856),
- Nymphe et Satyre – (1860),

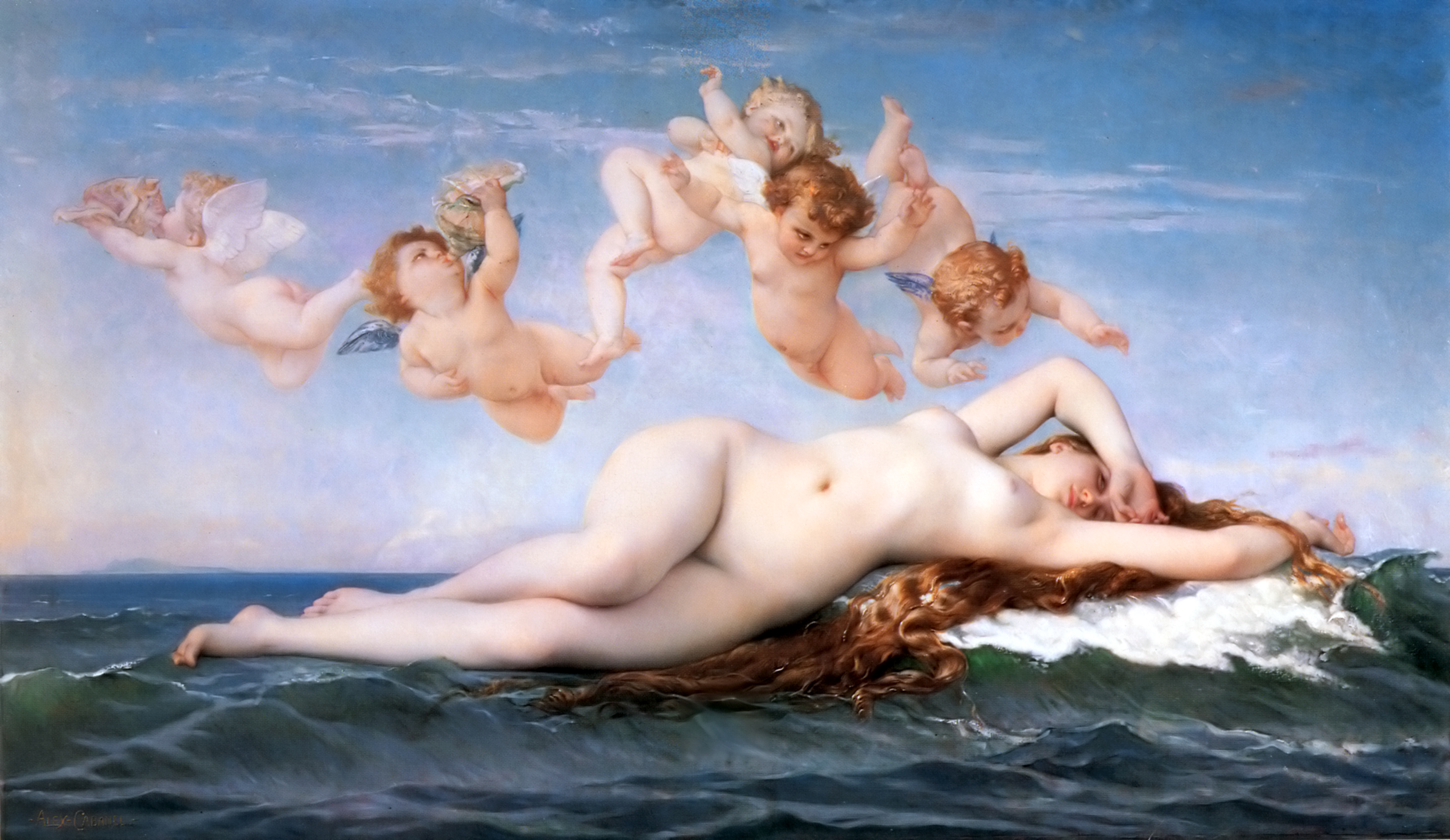
Narodziny Wenus, 1863

- Narodziny Wenus – 1863, olej na płótnie 130 × 225 cm, Musée d’Orsay
- La Mort de Françoise de Rimini et de Paolo Malatesta – (1870),
- La Comtesse de Keller – (1873),
- Phèdre – (1880),
- Ophélie – (1883),
- Cléopâtre essayant des poisons sur des condamnés à mort – (1887),
- Adam et Ève chassés du Paradis.